# Eurois tibetica
Eurois tibetica är en fjärilsart som beskrevs av Corti och Max Wilhelm Karl Draudt 1933. Eurois tibetica ingår i släktet Eurois och familjen nattflyn. Inga underarter finns listade i Catalogue of Life.